# Veillonella alcalescens subsp. alcalescens
Veillonella alcalescens subsp. alcalescens  è una sottospecie di batterio appartenente alla famiglia delle Acidaminococcaceae.